# 酒井薬品 (東京都)
酒井薬品株式会社（さかいやくひん）は、東京都三鷹市に本社を置く、医薬品、麻薬、試薬、衛生材料、医薬部外品、化粧品、医療機器、その他医薬品及び医療用材料全般の卸売・販売を行う企業である。東邦薬品の共創未来グループの一社でもある。

## 沿革
- 1949年1月：酒井正一により酒井薬品商会を創業。
- 1951年9月：酒井薬局に商号変更。
- 1953年7月：現社名に商号変更。
- 1988年4月：株式会社サカイ・ヘルスケアー設立。

## 営業所
- 三鷹本社、三鷹営業所、小平第一営業所、小平第二営業所、八王子営業所、福生営業所、町田営業所、中野営業所、川越営業所、相模原営業所、伊勢原営業所

## 主な取引メーカー
- アステラス製薬、萬有製薬、エーザイ、第一三共ヘルスケア、塩野義製薬、ノバルティス、ファイザー、三菱ウェルファーマ（現:田辺三菱製薬）、グラクソ・スミスクライン